# مسجد عاجي امير حسن الدين
مسجد عاجي امير حسن الدين (بالاندونيسية: Masjid Jami Aji Amir Hasanuddin) هو مسجد تاريخي ما يزال قائما في تينغارونغ في مقاطعة كالمنتان الشرقية.

## التاريخ
بني مسجد عاجي امير حسن الدين في عام 1874 من قبل السلطان رجا سليمان، كان المسجد في الأصل المسجد مسجد صغير وبني كمسجد كبير في عام 1930 عندما كانت حكومة مقاطعة كوتاي يحكمها السلطان محمد ادجى باريكشيت (1920 - 1959)، أجري تطوير لمسجد عاجي امير حسن الدين خلال المرحلة الأولى من الحكومة بأمر من السلطان سليمان، وتمت تنفيذ المرحلة الثانية من قبل حفيده السلطان محمد ادجى والتي بدأها وزبر من وزراء حكومة السلطان محمد ادجى اسمه أمير حسن الدين ولقبه أمير ادجى، وتمت تسمية المسجد باسمه .

## العمارة
هناك مجموعات عناصر واردة في المسجد هي المأذنة والقطب والمدرسة ومنبر المسجد وزاوية غرفة المسجد، بني المسجد على نمط عمارة الشرق الأصلية، تداخل السقف في ذروته مع ثلاثة سقوف هرمية مثلث الشكل كل مستوى مصمم كتهوية للمسجد اعتمادا على حجم المبنى، المسجد له دور كبير للمجتمعات المحيطة به نظرا لقيمتها التاريخية التي لا يمكن نسيانه من قبل المسلمين هناك، وقد تم تعيين المسجد واحدا من المساجد التاريخية في إندونيسيا، في المسجد هناك 16 عمود من الخشب، مؤحرا تم استخدام 16 قطب لعملية بناء المسجد .

## وصلات خارجية
- موقع المسجد
- عن المسجد